# デトロイト・ピストンズの年代別主要選手一覧
デトロイト・ピストンズの年代別主要選手一覧。
太文字…殿堂入り選手 (C)…優勝時に在籍した選手 (M)…在籍時にMVPを獲得した選手 (50)…偉大な50人 (75)…偉大な75人
| 1950年代 - ラリー・フォウスト (Larry Foust) : 1950-1957 - ジーン・シュー (Gene Shue) : 1956-1962 - ウォルター・デュークス (Walter Dukes) : 1957-1963 - ジョージ・ヤードリー (George Yardley) : 1957-1959 - ベイリー・ハウエル (Bailey Howell) : 1959-1964 1960年代 - ドン・オール (Don Ohl) : 1960-1964 - レイ・スコット (Ray Scott) : 1961-1967 - デイブ・ディバッシャー (Dave DeBusschere) : 1962-1969 (50)(75) - エディ・マイルズ (Eddie Miles) : 1963-1970 - ジョー・コールドウェル (Joe Caldwell) : 1964-1965 - トム・バン・アースデール (Tom Van Arsdale) : 1965-1968 - デイブ・ビン (Dave Bing) : 1966-1975 (50)(75) 1970年代 - ボブ・レイニア (Bob Lanier) : 1970-1979, 1980 - テリー・タイラー (Terry Tyler) : 1978-1985 - ボブ・マカドゥー (Bob McAdoo) : 1979-1981 (75) 1980年代 - ケリー・トリピューカ (Kelly Tripucka) : 1981-1986 - ヴィニー・ジョンソン (Vinnie Johnson) : 1981-1991 (C) - ビル・レインビア (Bill Laimbeer) : 1981-1994 (C) - アイザイア・トーマス (Isiah Thomas) : 1981-1994 (C)(50)(75) - ジョー・デュマース (Joe Dumars) : 1985-1999 (C) - リック・マホーン (Rick Mahorn) : 1985-1989 (C) - エイドリアン・ダントリー (Adrian Dantley) : 1986-1989 - デニス・ロッドマン (Dennis Rodman) : 1986-1993 (C)(75) - ジョン・サリー (John Salley) : 1986-1992 (C) - マーク・アグワイア (Mark Aguirre) : 1988-1993 (C) 1990年代 - テリー・ミルズ (Terry Mills) : 1992-1997, 1999-2000 - リンジー・ハンター (Lindsey Hunter) : 1993-2000, 2003-2008 (C) - グラント・ヒル (Grant Hill) : 1994-2000 - ジェリー・スタックハウス (Jerry Stackhouse) : 1998-2002 - マイケル・カリー (Michael Curry) : 1999-2003 | 2000年代 - ベン・ウォーレス (Ben Wallace) : 2000-2006, 2009-2012 (C) - ジェリコ・レブラチャ (Željko Rebrača) : 2001-2004 - コーリス・ウィリアムソン (Corliss Williamson) : 2001-2004 (C) - クリフォード・ロビンソン (Clifford Robinson) : 2001-2003 - チャウンシー・ビラップス (Chauncey Billups) : 2002-2008, 2013-2014 (C) - リチャード・ハミルトン (Richard Hamilton) : 2002-2011 (C) - テイショーン・プリンス (Tayshaun Prince) : 2002-2013, 2015 (C) - メメット・オカー (Mehmet Okur) : 2002-2004 (C) - エルデン・キャンベル (Elden Campbell) : 2003-2005 (C) - ラシード・ウォーレス (Rasheed Wallace) : 2004-2009 (C) - アントニオ・マクダイス (Antonio McDyess) : 2004-2009 - ジェイソン・マキシエル (Jason Maxiell) : 2005-2013 - ロドニー・スタッキー (Rodney Stuckey) : 2007-2014 - アレン・アイバーソン (Allen Iverson) : 2008-2009 (75) - ヨナス・イェレブコ (Jonas Jerebko) : 2009-2015 2010年代 - トレイシー・マグレディ (Tracy McGrady) : 2010-2011 - グレッグ・モンロー (Greg Monroe) : 2010-2015 - ブランドン・ナイト (Brandon Knight) : 2011-2013 - アンドレ・ドラモンド (Andre Drummond) : 2012-2020 - カイル・シングラー (Kyle Singler) : 2012-2015 - ブランドン・ジェニングス (Brandon Jennings) : 2013-2016 - ケンテイビアス・コールドウェル＝ポープ (Kentavious Caldwell-Pope) : 2013-2017 - レジー・ジャクソン (Reggie Jackson) : 2015-2020 - マーカス・モリス (Marcus Morris) : 2015-2017 - トバイアス・ハリス (Tobias Harris) : 2016-2018, 2024- - ブレイク・グリフィン (Blake Griffin) : 2018-2020 2020年代 - アイザイア・スチュワート (Isaiah Stewart) : 2020- - サディック・ベイ (Saddiq Bey) : 2020-2023 - ジェラミ・グラント (Jerami Grant) : 2020-2022 - ケイド・カニングハム (Cade Cunningham) : 2021- - ジェイデン・アイビー (Jaden Ivey) : 2022- - ジェイレン・デューレン (Jalen Duren) : 2022- - ボヤン・ボグダノビッチ (Bojan Bogdanović) : 2022-2024 - アサー・トンプソン (Ausar Thompson) : 2023- - ティム・ハーダウェイ・ジュニア (Tim Hardaway Jr.) : 2024-2025 - マリーク・ビーズリー (Malik Beasley) : 2024- - カリス・レヴァート (Caris LeVert) : 2025- |